# Ummo

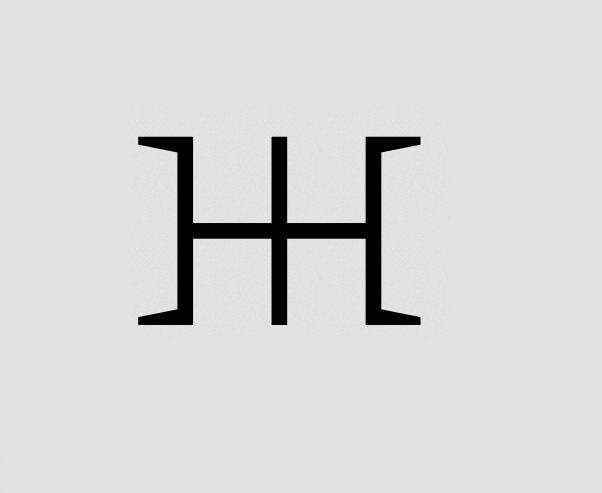
Simbolo associato a Ummo, stranamente simile al simbolo giurisdavidico.

Ummo è un ipotetico esopianeta dal quale proverrebbe la civiltà "ummita" (o "ummana").
Il caso Ummo conobbe una certa popolarità in Spagna e in Francia negli anni sessanta e settanta. Alcuni sedicenti rappresentanti della massima organizzazione di Ummo, denominata UMMOAELEWE, avrebbero preso contatto con la nostra civiltà tramite una lunga serie di lettere e documenti dattilografati, inviati per posta a persone della Terra interessate al fenomeno UFO.
Gli autori di queste lettere si presentavano come membri di una civiltà extraterrestre proveniente da Ummo e in missione scientifica sulla Terra. La maggior parte degli analisti considera questo affare come una bufala particolarmente elaborata. Nel 1993 José Luis Jordán Peña, ingegnere e studioso di psicologia che fu anche vicepresidente della SEP (Società Spagnola di Parapsicologia) e uno dei frequentatori delle riunioni conviviali de La Ballena Alegre (una tavernetta dello storico Café Lion di Calle de Alcalá 59 a Madrid), affermò di essere l'autore di tutte le lettere "ummite". Molti ufologi tuttavia, tra cui lo spagnolo Juan José Benítez, ritengono improbabile che una persona sola abbia potuto organizzare e gestire da solo, nell'arco di diversi decenni, un falso così complesso.

## Storia
Nel 1966 e nel 1967 ci fu una prima ondata di lettere indirizzate principalmente, ma non esclusivamente, a Fernando Sesma Manzano, un funzionario di stato spagnolo a capo della "Sociedad de Amigos de los Visitantes del Espacio BURU" ("Società degli amici dei visitatori dello spazio") che era solita riunirsi presso La Ballena Alegre. Negli anni successivi le lettere spedite diminuirono di numero, mentre crebbe il numero di destinatari, finché nella seconda metà degli anni ottanta ci fu una seconda ondata di lettere caratterizzate da un contenuto diverso, meno tecnico e più filosofico.
Le prime lettere vennero ricevute nel gennaio del 1966. Secondo lo storico Mike Dash l'affare Ummo inizia invece il 6 febbraio 1966 a Madrid, giorno in cui l'ingegnere José Luis Jordán Peña dichiarò di avere avvistato un UFO ad Aluche, un piccolo centro vicino a Madrid. Secondo il testimone si trattava di "un enorme oggetto circolare con tre gambe e, sulla parte inferiore, un curioso simbolo: tre linee verticali unite da una linea orizzontale. Le due linee verticali esterne erano nella parte alta curve verso l'esterno, per cui il disegno assomigliava al simbolo del pianeta Urano". Si tratta dello stesso simbolo con il quale i supposti ummiti erano soliti timbrare le loro lettere. Il racconto di Peña generò un certo clamore, ma fu solo l'inizio.
Poco tempo dopo a Madrid l'autore di un libro sugli UFO ricevette parecchie fotografie in una busta anonima, che raffiguravano un UFO simile a quello descritto da Peña, compreso lo stesso simbolo. Secondo la ricostruzione di Dash, poche settimane dopo l'avvistamento di Aluche, Fernando Sesma Manzano ricevette alcune lettere dattiloscritte in cui si affermava che provenivano da una razza extraterrestre originaria del pianeta Ummo. Secondo il sito Ummo-Ciencias invece, le prime lettere a firma "Ummo" erano già state ricevute alcune settimane prima. Entro l'anno, varie persone (prevalentemente a Madrid) ricevettero circa 150 documenti ummiti per un totale di circa 1000 pagine.
Ogni pagina dei documenti recava stampigliato lo stesso simbolo raffigurante tre linee verticali unite da una linea orizzontale. In seguito molte altre persone ricevettero le lettere degli ummiti, tra cui lo scienziato francese Jean-Pierre Petit, ex direttore del CNRS, che dichiarò di aver utilizzato materiale ummita per le sue attività di ricerca. L'affare Ummo ricevette ulteriore impulso dall'avvistamento di un UFO con il simbolo di Ummo avvenuto nel 1967 in Spagna a San José de Valderas; i testimoni dell'avvistamento furono rintracciati e intervistati da Peña. Dash rileva che pochi ufologi al di fuori della Spagna presero seriamente il fenomeno ummita, dato che l'autenticità delle foto era molto sospetta e, anche se il contenuto delle lettere era molto più sofisticato delle comunicazioni ricevute dalla maggior parte dei contattisti, non c'era nulla che non potesse essere di origine terrestre.
Si fece strada la considerazione che potesse essere un imbroglio. L'ipotesi dell'imbroglio ha preso corpo nel 1993, quando Peña ha confessato di essere il vero autore delle lettere, ma la sua confessione non ha convinto tutti. Nel giugno 2002 uno scienziato francese ha pubblicato con lo pseudonimo di Jean Pollion il libro Ummo, de vrais extraterretres (Ummo, i veri extraterrestri), in cui ha analizzato il linguaggio degli ummiti arrivando alla conclusione che è differente da tutti gli altri linguaggi conosciuti.
La vera identità dell'autore che si nasconde dietro lo pseudonimo di Jean Pollion rimane sconosciuta. A seguito delle "rivelazioni" degli ummiti si sono formati anche piccoli gruppi di devoti, tra cui un culto boliviano chiamato "Hijas de Ummo" (Figlie di Ummo) e tradotto in inglese come "Ummo's Children". Un altro gruppo, "Ummo sciences", afferma di occuparsi del caso attenendosi a un metodo scientifico più rigoroso. Antonio Moya Cerpa ha perfino compilato un dizionario della lingua di Ummo.

## Contenuto delle lettere

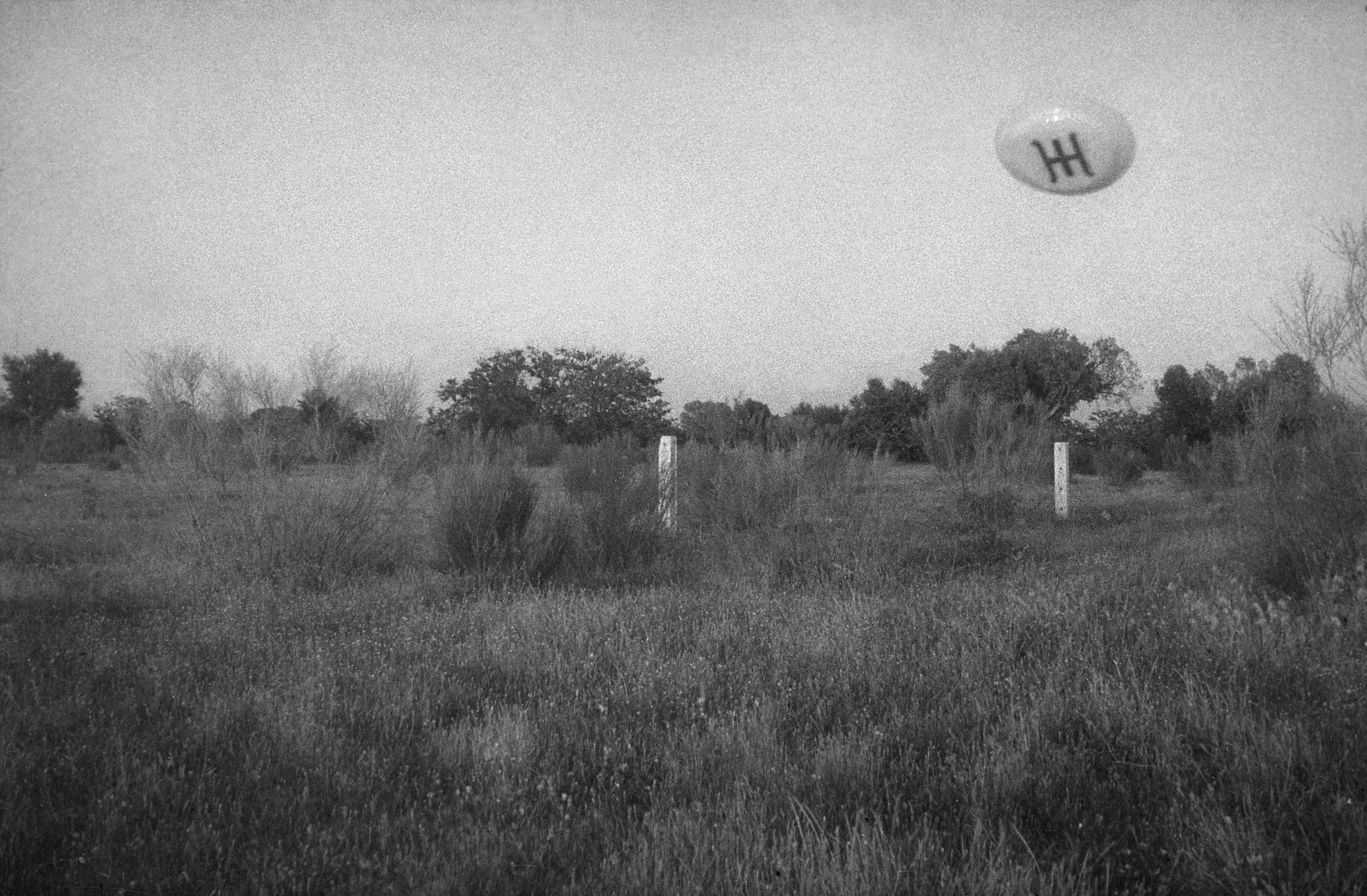
Una delle cinque foto scattate ad Alcorcón il 1º giugno 1967

Due lettere raccontano l'arrivo degli ummiti sulla Terra, che sarebbe avvenuto il 28 marzo 1950 a Digne-les-Bains e La Javie. Un piccolo gruppo di scienziati extraterrestri sarebbe sbarcato per studiare il nostro pianeta e la nostra cultura. La Terra sarebbe stata scoperta dagli ummiti in seguito all'intercettazione di un messaggio telegrafico emesso nel febbraio 1934 da un navigatore norvegese al largo dell'isola di Terranova.
Altre lettere descrivono le condizioni di vita del loro pianeta, con numerose illustrazioni. Vengono descritte la vita quotidiana, il lavoro, la famiglia, il divertimento, l'arte, l'educazione, la sessualità; si parla anche della loro storia, dei sistemi di governo che hanno conosciuto e del sistema politico attuale, che considerano come "socialista".
Un'altra parte delle lettere riguarda la filosofia, la metafisica e la religione. Il concetto di Dio è spesso presente e la spiritualità degli ummiti presenta analogie con il cristianesimo. Molte altre lettere contengono argomenti scientifici descritti dettagliatamente, che includono la teoria dei grafi, la teoria del campo unificato, argomenti di astrofisica, cosmologia, biologia ed evoluzione.
Nei loro messaggi, gli ummiti affermano di provenire dal pianeta Ummo, distante circa 14 anni-luce dalla Terra e orbitante attorno alla stella IUMMA, identificata come la nana rossa Wolf 424 della costellazione di Virgo. Il termine che gli ummiti utilizzano per riferirsi a se stessi nella loro lingua è OEMII. Nelle loro lettere, infatti, gli ummiti stessi forniscono molte indicazioni sulla loro lingua, sulla loro civiltà, sui loro usi e costumi, utilizzando moltissime parole in lingua ummita e fornendo precise indicazioni sul loro significato e sulla loro possibile trascrizione fonetica in lingua spagnola. Ecco alcuni stralci da queste controverse missive.
- Primo contatto e motivazioni del viaggio: come precisato nella lettera ummita datata 23 gennaio 1967, nel 1948 i sistemi di rilevamento di Ummo captarono un segnale elettromagnetico di frequenza 413,44 megacicli proveniente dal nostro pianeta. Si trattava di un segnale in codice Morse emesso da una nave norvegese che nel febbraio del 1934 stava facendo prove di radiotrasmissioni UHF al largo di Terranova[7]. Giunto su Ummo, il segnale venne interpretato come un codice binario inviato appositamente dall'uomo verso il cosmo e contenente presumibilmente una qualche istruzione per la civiltà extraterrestre che l'avesse ricevuto. Gli scienziati di Ummo pensarono di decifrare il "messaggio nascosto" nel segnale captato come la semplice rappresentazione geometrica di un quadrato. Per questo motivo, gli ummiti chiamerebbero il nostro pianeta OOYAGAA, cioè "astro freddo (OOYA) quadrato (GAA)".
- Arrivo sulla Terra: incuriositi ed eccitati, i massimi rappresentanti del consiglio supremo di Ummo (denominato UMMOAELEWE) decisero di organizzare una prima spedizione esplorativa sulla Terra. Come raccontato nella lettera ummita datata 13 febbraio 1967, dopo un viaggio di pochi mesi una loro nave spaziale giunse sul nostro pianeta il 28 marzo del 1950 portando una delegazione di scienziati ummiti, che toccò terra esattamente alle 14 ore 17 minuti 03 secondi GMT di quello stesso giorno in un punto collocato a 13 km da Digne e a 8 km da La Javie, due località montane nelle Basse Alpi francesi[8]. Dopo alcuni giorni di prudente attesa, nel corso dei quali gli ummiti si limitarono a celare le loro aeronavi, a preparare un rifugio nascosto e ad osservare gli esseri umani da lontano, alcuni di essi organizzarono un blitz notturno in una fattoria dopo averne addormentato gli occupanti, prendendo in prestito a scopo di studio alcuni oggetti banali: un contatore elettrico, una lampadina, alcune sigarette, denaro, scarpe, vestiti.
- Caratteristiche degli ummiti: gli oggetti reperiti nella fattoria servirono agli ummiti per comprendere meglio le abitudini degli umani e per potersi presentare ad alcuni di loro opportunamente camuffati. Sembra infatti che a livello fisico gli ummiti non differiscano dall'Homo sapiens. Essi apparterrebbero alla categoria degli alieni chiamati nordici: alti, biondi e con mani a cinque dita. La differenza maggiore rispetto all'essere umano starebbe nel fatto che gli ummiti hanno i polpastrelli estremamente sensibili, motivo per cui essi non potevano scrivere direttamente le loro lettere; per questo motivo, con un annuncio pubblicato sul quotidiano ABC di Madrid, contrattarono un dattilografo al quale essi dettarono le loro prime lettere. Inoltre in età adulta a buona parte degli ummiti si atrofizzerebbero le corde vocali, cosa che li costringerebbe ad applicarsi uno strano apparecchio alla gola per poter comunicare a voce con gli esseri umani.
- Un possibile riscontro oggettivo: nei loro primissimi giorni sulla Terra, gli ummiti trovarono un paio di pagine del quotidiano Le Figaro abbandonate sui monti, e utilizzate come carta igienica. La lettera ummita datata 20 marzo 1967 descrive in dettaglio e con maniacale precisione le illustrazioni e i titoli presenti su quelle pagine, che oggi sarebbero esposte al pubblico in un Museo della civiltà terrestre sul pianeta Ummo. A una verifica, si è potuto accertare che le pagine descritte corrispondono esattamente all'edizione del giorno del quotidiano Le Figaro datata sabato-domenica 25-26 marzo 1950[9].
- Dati relativi al pianeta Ummo: "proveniamo da un astro solidificato le cui caratteristiche geologiche esterne differiscono alquanto da quelle della Terra. Il fonema topico con cui designiamo il nostro OYAA, si può trascrivere con l'ortografia in idioma castigliano: UMMO.
La sua morfologia si può assimilare ad un ellissoide di rivoluzione i cui raggi sono:
Massimo R = 7251,608×103 m. Minimo r = 7016,091×103 m.
La massa globale è: M(ummo) = 9,36×1024 kg.
Inclinazione rispetto alla normale del piano dell'eclittica: 18° 39' 56,3" (soffre una variazione periodica di 19'8 secondi sessagesimali di arco).
Accelerazione della gravità: g = 11,9 m/s2.
Rotazione sul proprio asse: 30,92 h (noi misuriamo in UIW. 30,92 h = 600 UIW) (equivale a 1 XII.)"
- Dati relativi alle loro navi spaziali: "il profilo di una nostra UEWA non necessita di adottare le forme che nella tecnologia aeronautica terrestre mostrano un elevato coefficiente balistico (forme ogivali etc.) la cui snellezza è necessaria per raggiungere grandi velocità nel seno di un fluido viscoso. Ciò è dovuto al fatto che la nostra tecnica di spostamento è radicalmente diversa dagli embrionali metodi usuali nel Pianeta Terra. Lo Spostamento nella sua traiettoria più ampia si verifica in una cornice tridimensionale diversa da quella che ci è familiare nel WAAM (COSMO). La nostra base di propulsione, oltre a differire da quelle conosciute da voi gode di una capacità energetica superiore a quelle previste nei vostri futuri programmi spaziali."
- "Non fate credere in noi": nei loro messaggi, gli ummiti invitano spesso i destinatari a non pubblicare o pubblicizzare il contenuto delle lettere e a usare un atteggiamento prudente, per esempio mostrando scetticismo se si fossero trovati a parlare di Ummo in pubblico. In una lettera del luglio 1980 scrivono a un destinatario rimasto anonimo: "fino al presente, i pochi casi nei quali i vostri fratelli della Terra sono arrivati a pubblicare alcuni frammenti delle nostre informative, l'eco è stato scarso e pertanto non pericoloso per noi. Non c'è motivo, per pensare che quelli inviati a Lei possano costituire eccezione se realizza lo spirito più che la lettera delle nostre richieste. Ma se nonostante tutto Lei si decidesse a pubblicarli un giorno e osservasse una reazione di eccessiva curiosità. Le chiedo di compensare con una Sua attitudine di apparente scetticismo o incredulità quella postura. Non avendo mai chiesto nulla a cambio delle nostre informative, confidiamo nella Sua onorabilità e nei Suoi valori morali."

## Casistica collegata al caso Ummo
- Calle Luna 16: nel 1962 il sarto madrileno Jose María Ruiz stermina la propria famiglia gridando "Me l'hanno ordinato loro!". Anche lui scriveva lettere al gruppo de La Ballena Alegre firmandosi con l'indirizzo "Calle Luna 16"[10].
- Atterraggio di un UFO ummita ad Aluche, quartiere di Madrid, il 6 febbraio 1966.
- San José de Valderas: il 1º giugno 1967 diversi testimoni avvistano un UFO con il simbolo ummita sul bordo inferiore, che viene anche immortalato in una serie di famose fotografie.[11]
- L'Incidente UFO di Voronež del 1989[12], sulle immagini del quale in realtà, secondo l'ufologo e giornalista spagnolo Javier Serra, il simbolo ummita sarebbe stato aggiunto in un secondo tempo "per dare maggiore credibilità al caso".

## Ipotesi sull'identità dell'autore delle lettere
Sull'identità dell'autore delle lettere sono state avanzate diverse ipotesi:
- José Luis Jordán Peña
- I servizi segreti
- Gli ummiti

Gli scettici ritengono che lettere scritte a macchina ed inviate per posta non possono in alcun caso essere considerate prove a favore dell'esistenza di extraterrestri. Gli analisti scettici ritengono che le lettere siano contraffazioni più o meno elaborate ed avanzano l'ipotesi che Peña, da solo o aiutato da qualche complice, sia l'autore delle prime lettere e che in seguito altre persone si siano basate su queste come modello per le successive, allo scopo di creare un mito. Lo scettico che ha più lavorato sull'affare Ummo è il francese Dominique Caudron. Altri, tra cui l'ufologo spagnolo Manuel Carballal, ipotizzano un coinvolgimento di servizi segreti come la CIA, il KGB o il servizio segreto spagnolo.
Per altri autori, fautori dell'ipotesi extraterrestre, le lettere sono state scritte dagli ummiti. Gli ufologi spagnoli Antonio Ribera e Raphael Farriols sostengono che l'UFO con il simbolo di Ummo avvistato in Spagna a San José de Valderas ed atterrato nella vicina città di Santa Mónica presenta troppi elementi a favore (testimoni, foto, ritrovamento di un materiale plastico particolare sul luogo dell'atterraggio) per essere un semplice falso. Secondo altri, un elemento a favore dell'ipotesi extraterrestre sarebbe costituito dalle informazioni scientifiche contenute nelle lettere, che sarebbero più avanzate delle conoscenze terrestri; è di questo parere anche Jean-Pierre Petit. A questo proposito, l'ufologo Jerome Clark ha riportato le opinioni dell'astrofisico Jacques Vallée, secondo cui i contenuti scientifici delle lettere sono intelligenti ma non eccezionali e sono comparabili ai riferimenti scientifici di un serio romanzo di fantascienza, per cui appaiono considerevoli negli anni sessanta ma datate negli anni novanta. Vallée ha inoltre trovato analogie tra l'affare Ummo e il racconto Tlön, Uqbar, Orbis Tertius scritto da Jorge Luis Borges.
Dal punto di vista scientifico, l'affermazione più controversa riguarda la distanza della stella Wolf 424, attorno a cui orbiterebbe il pianeta Ummo: una delle prime lettere riporta la distanza di 3,68 anni luce, che è coerente con le misurazioni effettuate nel 1938, ma non con quelle più precise effettuate nel 1952, secondo cui tale distanza è invece di 14,3 anni luce. Una volta rilevato l'errore, gli ummiti avrebbero precisato in una successiva lettera che la differenza tra questi due valori è dovuta a fluttuazioni nella struttura dello spazio-tempo.

## Il simbolo ummita
Il simbolo "ad acca", con il quale gli ummiti timbravano tutte le loro missive e che compare anche sul bordo inferiore dei loro UFO, ricorda tra gli altri:
- il glifo astrologico del segno zodiacale dei Pesci (astrologicamente opposto alla Vergine, nella cui costellazione si troverebbe la stella attorno alla quale orbiterebbe il pianeta Ummo);
- il glifo ♅ del pianeta Urano;
- la lettera Ж dell'alfabeto cirillico corrispondente alla consonante fricativa postalveolare sonora (/ʒ/), il suono della j francese di journal;
- l'ideogramma cinese 王 utilizzato per il cognome Wang.
- le linee dei solstizi e degli equinozi ed alcune linee diurne di una Meridiana.
- l'emblema del Giurisdavidismo, movimento religioso fondato dal predicatore Davide Lazzaretti.